# Sant Roc (Torallola)
Serradàs és una partida rural constituïda per camps de conreu de secà del terme municipal de Conca de Dalt, a l'antic terme de Toralla i Serradell, al Pallars Jussà, en territori del poble de Torallola.
Està situada al sud de Torallola, emmarcada entre el Camí vell de la Pobla de Segur a Salàs de Pallars, a ponent, i el barranc de Santa Cecília, a ponent del Toll de Pera i de la partida de Santa Cecília, al sud de Serradàs i al nord de lo Pla.